# Serafino Mazzarocchi
Serafino Mazzarocchi (ur. 7 lutego 1890 w Montegranaro, zm. 21 kwietnia 1961 w Bolonii) – włoski gimnastyk, dwukrotny medalista olimpijski.
W 1912 reprezentował barwy Zjednoczonego Królestwa Włoch na rozegranych w Sztokholmie letnich igrzyskach olimpijskich, podczas których zdobył dwa medale: złoty (w wieloboju drużynowym) oraz brązowy (w wieloboju indywidualnym).